# Арахна
Ара́хна, или Арахнея (др.-греч. Ἀράχνη «паук») в древнегреческой мифологии — дочь красильщика Идмона из лидийского города Колофон, искусная ткачиха. Называется меонийкой из города Гипепы, либо дочерью Идмона и Гипепы, либо жительницей Вавилона.

## Миф
Возгордившись своим мастерством, Арахна заявила, что превзошла в ткачестве саму Афину, считавшуюся покровительницей этого ремесла. Когда Арахна решила вызвать богиню на состязание, та дала ей шанс одуматься. Под видом старухи Афина пришла к мастерице и стала отговаривать её от безрассудного поступка, но Арахна настояла на своём. Состязание состоялось: Афина выткала на полотне сцену своей победы над Посейдоном. Арахна изобразила сцены из похождений Зевса. Афина признала мастерство соперницы, но возмутилась вольнодумством сюжета (в изображениях её было неуважение к богам) и уничтожила творение Арахны. Афина порвала ткань и ударила Арахну в лоб челноком из киторского бука. Несчастная Арахна не перенесла позора; она свила веревку, сделала петлю и повесилась. Афина освободила Арахну из петли и сказала ей:

— Живи, непокорная. Но ты будешь вечно висеть и вечно ткать, и будет длиться это наказание и в твоём потомстве.

Афина окропила Арахну соком волшебной травы, и тотчас тело её сжалось, густые волосы упали с головы, и обратилась она в паука. С той поры висит паук-Арахна в своей паутине и вечно ткёт её.
По другой версии Арахна превращена в паука за связь со своим братом Фалангом, который был превращён в фалангу. По ещё одной версии, сын Арахны изобрёл веретено.

## Влияние

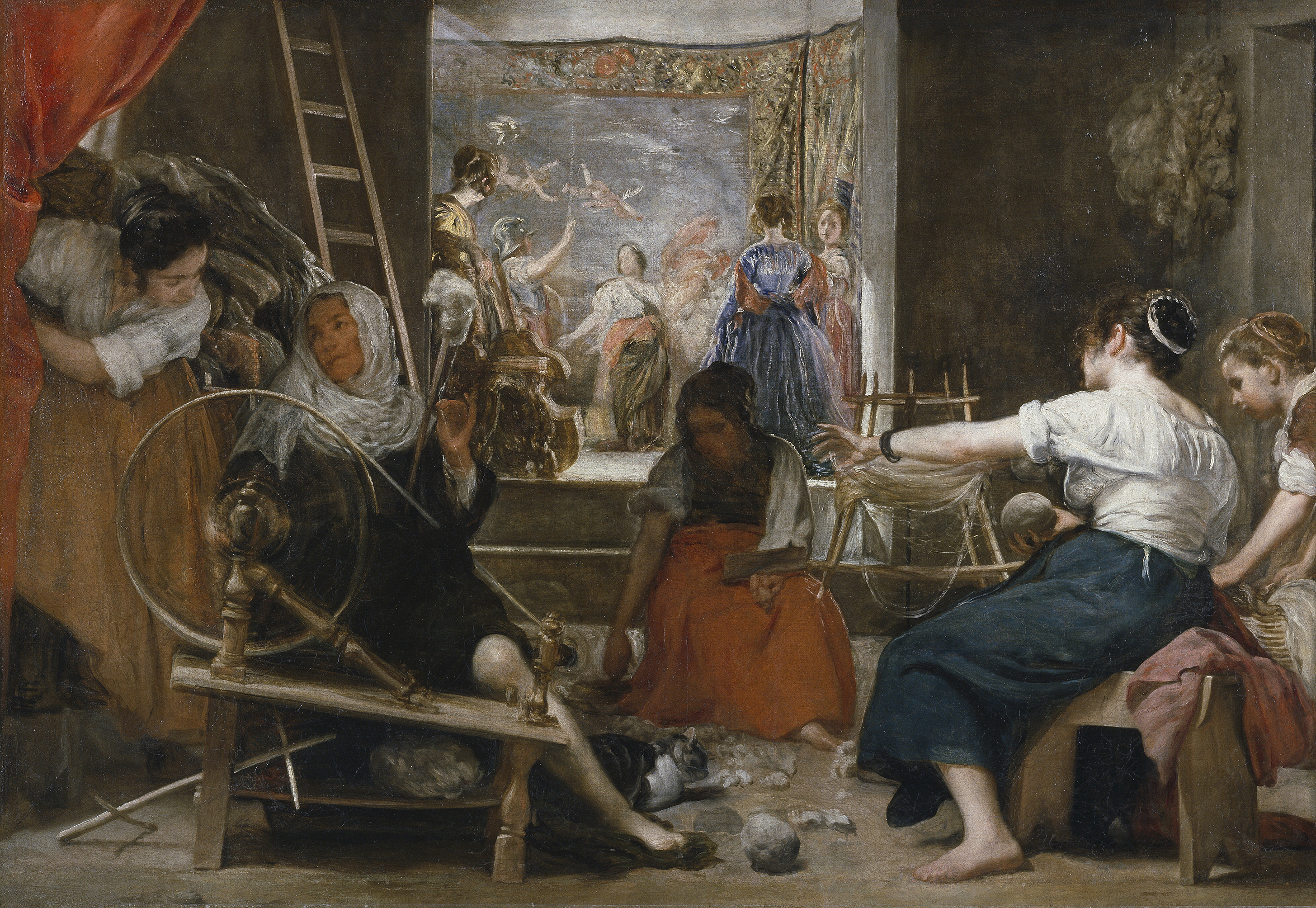
Веласкес, Пряхи. Состязание Афины с Арахной, 1657, Прадо

- Веласкес, Пряхи. Состязание Афины с Арахной, 1657, ПрадоМиф об Арахне изложен в поэме Овидия «Метаморфозы»[8].
- Один класс членистоногих назван Arachnida, а наименование паука во многих романских языках происходит от имени Арахна.
- Данте Алигьери поместил Арахну в один из кругов ада (Canto XVII) в первой части «Божественной комедии».
- В честь Арахны назван астероид (407) Арахна, открытый в 1895 году.
- Новелла швейцарского писателя Иеремии Готхельфа «Чёрный паук» частично основана на произведении «Метаморфозы» Овидия[9].

### Образ в массовой культуре
- Арахна в роли нечисти выступает в телесериале «Сверхъестественное».
- Арахна появляется в качестве антагониста в первом сезоне телесериала «Наследие».
- Ей посвящено несколько серий в аниме «Пожиратель душ».
- Арахна — колдунья, одна из персонажей книги Александра Волкова «Жёлтый туман».